# 安蠻左郡
安蛮左郡，中国南北朝时设置的郡。
刘宋明帝时设置安蛮左郡，后废。南朝齐武帝建元四年（482年）之前重置安蛮左郡，属司州。治所在木兰县（今湖北省武汉市黄陂区北），下辖木兰县、新化县、怀县、中聂阳县、南聂阳县、安蛮县、虔化县。南朝梁改为梁安郡。